# Takahiro Sunada
Takahiro Sunada (砂田貴裕, Sunada Takahiro; Osaka, 19 januari 1973) is een voormalige Japanse ultraloper. Sinds 1998 heeft hij het wereldrecord in handen op de 100 km. Met een persoonlijk record van 2:10.07 behoorde hij ook tot de sterkste Japanse marathonlopers.

## Loopbaan
In 1995 behaalde Takahiro Sunada op de marathon een zilveren medaille bij de wereldbekerwedstrijd in Athene. Het goud ging naar de Keniaan Douglas Wakiihuri, die met 2:12.01 iets meer dan een minuut sneller was dan Sunada. Hij nam driemaal deel aan de marathon van Fukuoka, waarin hij in 1999 zijn beste en snelste prestatie van 2:11.03 neerzette. In 2000 werd hij vierde op de marathon van Berlijn.
Zijn grootste prestatie leverde Sunada op 21 juni 1998 in Lake Saroma door het wereldrecord te verbeteren op de 100 km naar 6:13.33. In 1999 won hij een bronzen medaille op de IAU World 100 km Challenge in het Franse Chavagnes-en-Paillers. Met een tijd van 6:26.06 eindigde hij achter de Brit Simon Pride (goud; 6:24.05) en de Fransman Thierry Guichard (zilver; 6.24.26).

## Persoonlijke records
| Onderdeel | Prestatie | Datum             | Plaats  |
| --------- | --------- | ----------------- | ------- |
| marathon  | 2:10.07   | 10 september 2000 | Berlijn |
| 100 km    | 6:13.33   | 21 juni 1998      | Tokoro  |

## Palmares

### 5000 m
- 1996: 4e Mikio Oda International Meeting in Hiroshima - 13.52,15
- 1996: 5e Shizuoka International in Numazu - 13.43,39
- 1996: 7e Japanse kamp. in Osaka - 13.51,54

### 10 Eng. mijl
- 1995:  Karatsu - 47.14

### halve marathon
- 2001: 5e halve marathon van Osaka - 1:05.28
- 2001: 5e halve marathon van Sendai - 1:04.18
- 2002: 5e halve marathon van Osaka - 1:03.47

### marathon
- 1992:  marathon van Tottori - 2:20.58
- 1992:  marathon van Hofu - 2:15.30
- 1993: 6e marathon van Hofu - 2:16.26
- 1994: 4e marathon van Sapporo - 2:20.30
- 1994:  marathon van Hofu - 2:14.34
- 1995: 10e marathon van Fukuoka - 2:12.01
- 1995:  marathon van Athene - 2:13.16
- 1996: 16e marathon van Tokio - 2:15.10
- 1996: 6e marathon van Sapporo - 2:18.53
- 1996: 9e marathon van Fukuoka - 2:13.01
- 1998: 22e marathon van Tokio - 2:20.00
- 1999: 4e marathon van Sapporo - 2:13.13
- 1999: 8e marathon van Fukuoka - 2:11.03
- 2000: 22e marathon van Tokio - 2:20.00
- 2000: 4e marathon van Berlijn - 2:10.08
- 2001: 9e marathon van Nagano - 2:17.42 (8e ?)
- 2001: 4e marathon van Sapporo - 2:19.37
- 2002: 10e marathon van Nagano - 2:21.34
- 2013: 5e marathon van Oiso - 2:31.23

### 30 km
- 1995:  Ome-Hochi - 1:32.12

### 100 km
- 1998:  100 km van Tokoro - 6:13.33
- 1998:  Lake Saroma in Yubetsu - 6:13.33
- 1999:  WK in Chavagnes-en-Paillers - 6:26.06
- 2000:  100 km van Belves - 6:17.17

### veldlopen
- 1996: 63e WK in Stellenbosch - 36.21

- World Athletics: 14205957
- Bibliotheek van het Japanse parlement: 001184908
- Virtual International Authority File: 311580650